# Штанс (Тироль)
Штанс в Тироле (нем. Stans, Tirol) — коммуна в Австрии, в федеральной земле Тироль. Входит в состав округа Швац. Площадь коммуны составляет 20,06 км², население — 2159 человек (1 января 2021), плотность населения — 106 чел./км². Официальный код — 70928.
На территории коммуны располагается замок Трацберг, построенный около 1500 года.

## Население
| Год  | Численность |
| ---- | ----------- |
| 1869 | 541         |
| 1889 | 507         |
| 1890 | 549         |
| 1900 | 591         |
| 1910 | 600         |
| 1923 | 609         |
| 1934 | 742         |
| 1939 | 718         |
| 1951 | 787         |
| 1961 | 877         |
| 1971 | 1342        |
| 1981 | 1599        |
| 1991 | 1703        |
| 2001 | 1890        |
| 2011 | 1935        |
| 2021 | 2159        |

## Политическая ситуация
Бургомистр коммуны — Йозеф Майр (местный блок) по результатам выборов 2004 года.